# Jarocin – Live
Jarocin – Live – album koncertowy zespołu Kat wydany w 1994 roku.

## Lista utworów
1. „Intro/W bezkształtnej bryle uwięziony” - 8:34
2. „Śpisz jak kamień” - 3:42
3. „Mag - sex” - 6:25
4. „Wyrocznia” - 4:51
5. „Łza dla cieniów minionych” - 5:35
6. „Diabelski dom II” - 5:24
7. „Bastard” - 6:58
8. „Głos z ciemności” - 5:53

## Wersja z bonusem
1. „Intro/W bezkształtnej bryle uwięziony” - 8:34
2. „Śpisz jak kamień” - 3:42
3. „Mag - sex” - 6:25
4. „Wyrocznia” - 4:51
5. „Łza dla cieniów minionych” - 5:35
6. „Diabelski dom II” - 5:24
7. „Bastard” - 6:58
8. „Głos z ciemności” - 5:53
9. „Mag - Sex (PC video clip)”

## Skład
- Ireneusz Loth – perkusja
- Roman Kostrzewski – wokal
- Krzysztof Oset – gitara basowa
- Piotr Luczyk – gitara
- Jacek Regulski – gitara